# Jarrid Famous
Jarrid Jerome Famous (Bronx, 16 luglio 1988) è un cestista statunitense naturalizzato libanese.